# Rock'a'ula
Rock'a'ula é o único álbum de estúdio da banda de rock brasileira Os Cascavelletes, lançado em 1989 pela Odeon Records. Foi produzido pelo ex-baixista do Barão Vermelho Dé Palmeira , é considerada uma obra seminal da cena do rock gaúcho de meados dos anos 1980 e início dos anos 1990 e gerou inúmeras canções que fizeram sucesso na época de seu lançamento e ainda são lembrados hoje, como "Jessica Rose" (que apareceu originalmente como faixa bônus ao vivo no EP homônimo da banda de 1988), a famigerada "Eu Quis Comer Você", "Lobo da Estepe" (inspirada no romance de Hermann Hesse Steppenwolf,  de 1927) e "Nêga Bombom", que foi incluída na trilha sonora da novela da Rede Globo de 1989-90 Top Model.  Foi o primeiro lançamento da banda com o tecladista Humberto Petinelli e sem o baixista original Frank Jorge, que os deixou no ano anterior para focar em seu projeto, Graforreia Xilarmônica.

## Faixas
Todas as faixas escritas e compostas por Flávio Basso e Nei Van Soria. 
| N.º | Título                         | Duração |  |
| 1.  | "Gato Preto"                   | 4:24    |  |
| 2.  | "Moto"                         | 4:18    |  |
| 3.  | "Jessica Rose"                 | 4:30    |  |
| 4.  | "Sorte no Jogo e Azar no Amor" | 4:07    |  |
| 5.  | "Nêga Bombom"                  | 3:36    |  |
| 6.  | "D.I.S.C.O. (A Garota da Rua)" | 3:44    |  |
| 7.  | "Banco de Trás de um Cadillac" | 4:37    |  |
| 8.  | "Eu Quis Comer Você"           | 3:55    |  |
| 9.  | "Cão e Cadela"                 | 3:03    |  |
| 10. | "Baby Satanás"                 | 3:03    |  |
| 11. | "Lobo da Estepe"               | 3:45    |  |